# Saint-Jean-d'Aubrigoux
Saint-Jean-d'Aubrigoux è un comune francese di 186 abitanti situato nel dipartimento dell'Alta Loira della regione dell'Alvernia-Rodano-Alpi.

## Società

### Evoluzione demografica
Abitanti censiti